# Mia Hermansson-Högdahl
Mia Hermansson-Högdahl (Göteborg, 6. mei 1965) is een voormalige Zweedse handbalspeler die in 1994 werd uitgeroepen tot IHF wereldhandbalspeler van het jaar.
Hermansson-Høgdahl liep in haar loopbaan voor de clubs HP Warta, Tyresö HF, Byåsen IL, Hypo Neder-Oostenrijk en Valencia. In de seizoenen 1984-1985 en 1986-1987 werd ze topscorer van de Zweedse Elitserien. Verder speelde ze 216 interlands in het Zweedse nationale team. Met 1091 doelpunten voor haar nationale team is ze de Zweedse topscorer aller tijden.
Tussen 2003 en 2008 werkte ze als assistent-coach bij de Noorse eersteklasser Levanger HK. Hermansson maakte vanaf 2009 deel uit van de technische staf van de Noorse nationale ploeg. In de zomer van 2020 stopte ze daarmee.

## Erelijst
- Noors kampioenschap 1988, 1990, 1998
- Noorse bekerwinst 1988, 1989, 1991
- Oostenrijks kampioenschap 1993, 1994, 1995, 1996
- Oostenrijkse bekeroverwinning 1993, 1994, 1995, 1996
- Champions League 1994,1995
- EHF Cup 2000

## Onderscheidingen
- IHF wereldhandbalspeler van het jaar 1994

## Privéleven
Mia Hermansson-Høgdahl is getrouwd met de Noorse handbalcoach Arne Høgdahl. Haar dochter Moa speelt ook handbal.
 Svetlana Kitić (1988) ·
 Kim Hyun-mee (1989) ·
 Jasna Kolar-Merdan (1990) ·
 Mia Hermansson-Högdahl (1994) ·
 Erzsébet Kocsis (1995) ·
 Lim O-kyeong (1996) ·
 Anja Andersen (1997) ·
 Trine Haltvik (1998) ·
 Ausra Fridrikas (1999) ·
 Bojana Radulović (2000) ·
 Cecilie Leganger (2001) ·
 Zhai Chao (2002) ·
 Bojana Radulović (2003) ·
 Anita Kulcsár (2004) ·
 Anita Görbicz (2005) ·
 Nadine Krause (2006) ·
 Gro Hammerseng (2007) ·
 Linn-Kristin Riegelhuth (2008) ·
 Allison Pineau (2009) ·
 Cristina Neagu (2010) ·
 Heidi Løke (2011) ·
 Alexandra do Nascimento (2012) ·
 Andrea Lekić (2013) ·
 Eduarda Amorim (2014) ·
 Cristina Neagu (2015) ·
 Cristina Neagu (2016) ·
 Cristina Neagu (2018) ·
 Stine Bredal Oftedal (2019) ·
 Sandra Toft (2021)